# Daniele (patriarca di Bulgaria)
Daniele (in bulgaro Даниил?, Daniil, nato Atanas Trendafilov Nikolov (Атанас Трендафилов Николов); Smoljan, 2 marzo 1972) è l'attuale primate della Chiesa ortodossa bulgara. In carica dal 2024, possiede i titoli di patriarca di tutta la Bulgaria e metropolita di Sofia.

## Biografia

### Origini e primi anni di vita
Daniil è nato a Smoljan il 2 marzo 1972 con il nome secolare di Atanas Trendafilov Nikolov. Suo padre, Trendafil Nikolov, originario del vicino villaggio di Kremene, è stato ufficiale del Comitato per la Sicurezza dello Stato presso il dipartimento del distretto di Smoljan del Ministero degli affari interni. Successivamente è stato vicedirettore della direzione regionale del Ministero dell'interno fino al marzo 1992 e consigliere comunale a Smoljan fino all'agosto del 1990. Si è ritirato dal Ministero dell'interno con il grado di colonnello. Sua madre, Zlatka Nikolova, è un'ex insegnante, per lungo tempo docente di informatica presso la Scuola tecnica di economia "Karl Marx" di Smoljan.

### Formazione
Ha completato l'istruzione primaria e secondaria nella sua città natale. Successivamente, tra il 1992 e il 1993, ha svolto il servizio militare come guardia di frontiera nel distaccamento di Smoljan. Nel 1996 ha iniziato a studiare filologia inglese presso l'Università "San Clemente di Ocrida" di Sofia ma l'anno successivo si è trasferito alla Facoltà di teologia dello stesso ateneo dove si è laureato nel 2002.

### Ministero sacerdotale
Nel 1997 è stato accettato come novizio nel monastero di San Giorgio il Vittorioso a Hadžidimovo sotto la guida spirituale del metropolita Natanail Nevrokopski. Il 7 agosto 1999 ha ricevuto da lui la tonsura monastica e il giorno successivo è stato ordinato ierodiacono. Il 21 luglio 2004 è stato inviato al monastero della Natività della Vergine a Rozhen e il 27 novembre dello stesso anno è stato ordinato ieromonaco dal suo vescovo diocesano. Il 1º giugno 2006 è stato elevato al rango di archimandrita.

### Vescovo
Il 20 gennaio 2008 è stato nominato vicario del metropolita di Nevrokop e ordinato vescovo con il titolo di Dragovita dal patriarca Massimo, co-consacranti i metropoliti Joanikiy Nedelchev di Sliven, Domecjan Topuzlijew di Vidin, Kiril Kovachev di Varna e Veliki, Gregory Stefanov di Veliko Tărnovo, Neofito Dimitrov di Ruse, Nathanail Kalajdschiev di Nevrokop, Gavriil Lovchansky e i vescovi Evlogius di Adrianopoli, abate del monastero di Rila; Naum Stobiyski, segretario capo del Santo Sinodo, Teodosio di Devolski, Costantino di Markianopolski e Giovanni di Znepolski.
Dal 2011  al 4 febbraio 2018 è stato vicario dell'eparchia degli Stati Uniti, del Canada e dell'Australia. Era considerato il successore più probabile del metropolita Joseph Bosakov.

### Metropolita di Vidin
Il 4 febbraio 2018 è stato eletto metropolita di Vidin.
Daniele è l'ideatore dell'introduzione dell'educazione religiosa nella scuola bulgara e per molti anni ha lavorato affinché fosse inclusa come materia nei programmi di studio.
Dopo che nel 2018 il patriarca ecumenico Bartolomeo di Costantinopoli ha riconosciuto l'autocefalia della Chiesa ortodossa dell'Ucraina con primate Epifanio I, generando uno scisma con la Chiesa ortodossa ucraina del Patriarcato di Mosca, il metropolita Daniele si è schierato dalla parte del metropolita Onufrij di Kiev. Ciò è stato interpretato dai mezzi di comunicazione bulgari come un sostegno alla Russia e agli interessi della Chiesa ortodossa russa, a scapito di quelli del Patriarcato ecumenico. Il Santo Sinodo si è espressamente distinto dalla sua posizione contraria al riconoscimento della Chiesa ortodossa ucraina da parte del Patriarca Bartolomeo. A suo parere, le azioni del patriarca Bartolomeo sono non canoniche, poiché avrebbe invaso il territorio canonico di qualcun altro.
In occasione dell'invasione russa dell'Ucraina del 2022 ha affermato: "Nessuno dei partecipanti al conflitto può essere esonerato per quanto sta accadendo e giustificato a scapito dell'altro. Allo stesso tempo, osserviamo la tendenza a seminare odio, a negare l'odio, anche nella nostra società, nei confronti di una delle parti in conflitto, designata come unico e immotivato aggressore".
Questa sua dichiarazione e la sua opinione contraria all'espulsione dalla Bulgaria del sacerdote russo e dei due ecclesiastici bielorussi dalla chiesa russa di San Nicola a Sofia con l'accusa di spionaggio, sono le ragioni per cui numerosi media bulgari lo accusano di assumere posizioni filo-russe. Il sito di Radio Free Europe lo ha definito "russofilo" in un editoriale, mentre il giornale Дума ha pubblicato un articolo di Yavor Dachkov che nega questa affermazione.

### Patriarca

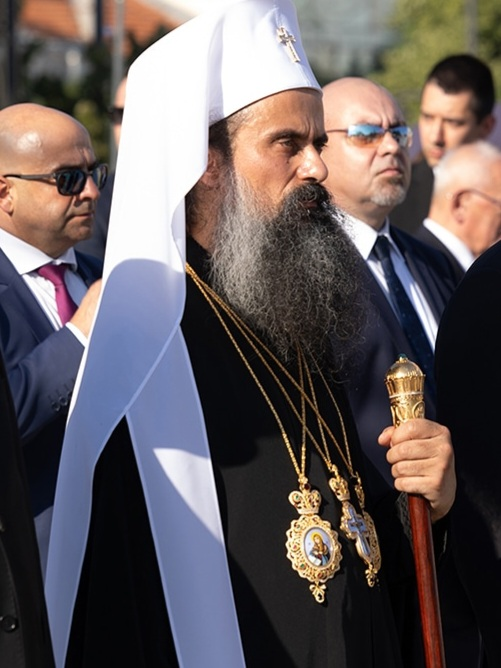
Il Patriarca Daniil nel giorno della sua elezione, il 30 giugno 2024.

Il 30 giugno 2024 il Consiglio elettorale ecclesiale del patriarcato riunito nell'Accademia delle scienze bulgara lo ha eletto al secondo turno patriarca di tutta la Bulgaria con 69 voti contro i 66 voti andati al metropolita Grigoriy Vrachanski. Nel pomeriggio della stessa giornata si è tenuta la cerimonia di intronizzazione nella cattedrale patriarcale di Aleksandr Nevskij a Sofia.
Allo stesso tempo, il patriarca Bartolomeo di Costantinopoli, sebbene si trovasse a Sofia, non ha assistito alla solenne prima liturgia del nuovo patriarca. Insieme a Daniele, hanno preso parte al rito il metropolita Emanuil di Diospol (della Chiesa greco-ortodossa di Alessandria), il metropolita Hilarion Tymoshki e il metropolita Arseniy Nishki (della Chiesa ortodossa serba), il vescovo Hristofor Karpasiski (della Chiesa ortodossa di Cipro), il metropolita Eustathius di Monemvasia e Sparta e il metropolita Maksim Janinski (della Chiesa di Grecia), il metropolita Ioan Korchanski e il metropolita Natanail Amantiski (della Chiesa ortodossa albanese), nonché i rappresentanti della Chiesa greco-ortodossa di Gerusalemme, della Chiesa ortodossa russa, della Chiesa ortodossa georgiana e della Chiesa ortodossa ucraina. Alla liturgia hanno partecipato politici come Georgi Părvanov, presidente della Repubblica dal 2002 al 2012; Ilijana Jotova, vicepresidente della Repubblica dal 2017; Rumen Petkov, ministro dell'interno dal 2005 al 2008; Gălăb Donev, Primo ministro dal 2022 al 2023; l'inviato papale, il cardinale Kurt Koch, nonché l'ambasciatrice russa Eleonora Mitrofanova. Durante questa prima liturgia, Daniele ha commemorato gli altri primati ortodossi, omettendo Epifanio della Chiesa ortodossa dell'Ucraina e includendo Stefano della controversa Chiesa della Macedonia del Nord, in linea con le posizioni espresse prima dell'elezione al soglio patriarcale.
La prima visita ufficiale del patriarca Daniele è stata quella all'ambasciata americana in occasione della festa nazionale del paese, il 4 luglio.